# Thrips palmi
Thrips palmi är en insektsart som beskrevs av Heinrich Hugo Karny 1925. Thrips palmi ingår i släktet Thrips och familjen smaltripsar. Arten är reproducerande i Sverige. Inga underarter finns listade i Catalogue of Life.